# A. Hawełka
Das A. Hawełka ist ein traditionsreiches Restaurant am Krakauer Marktplatz 34 in Polen.

## Geschichte

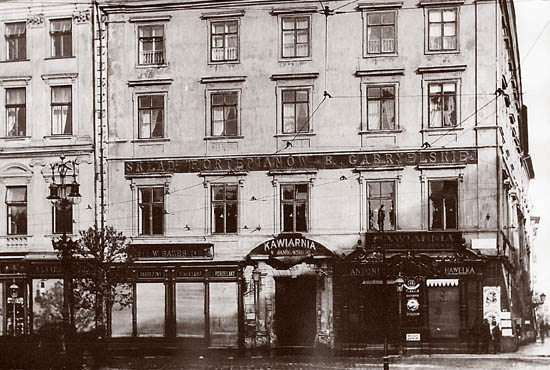
Das A. Hawełka am Krakauer Marktplatz

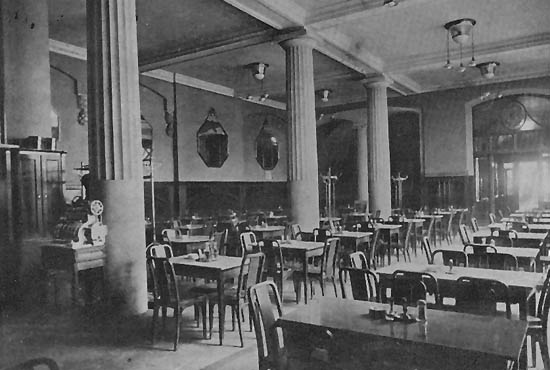
Innenansicht vom A. Hawełka

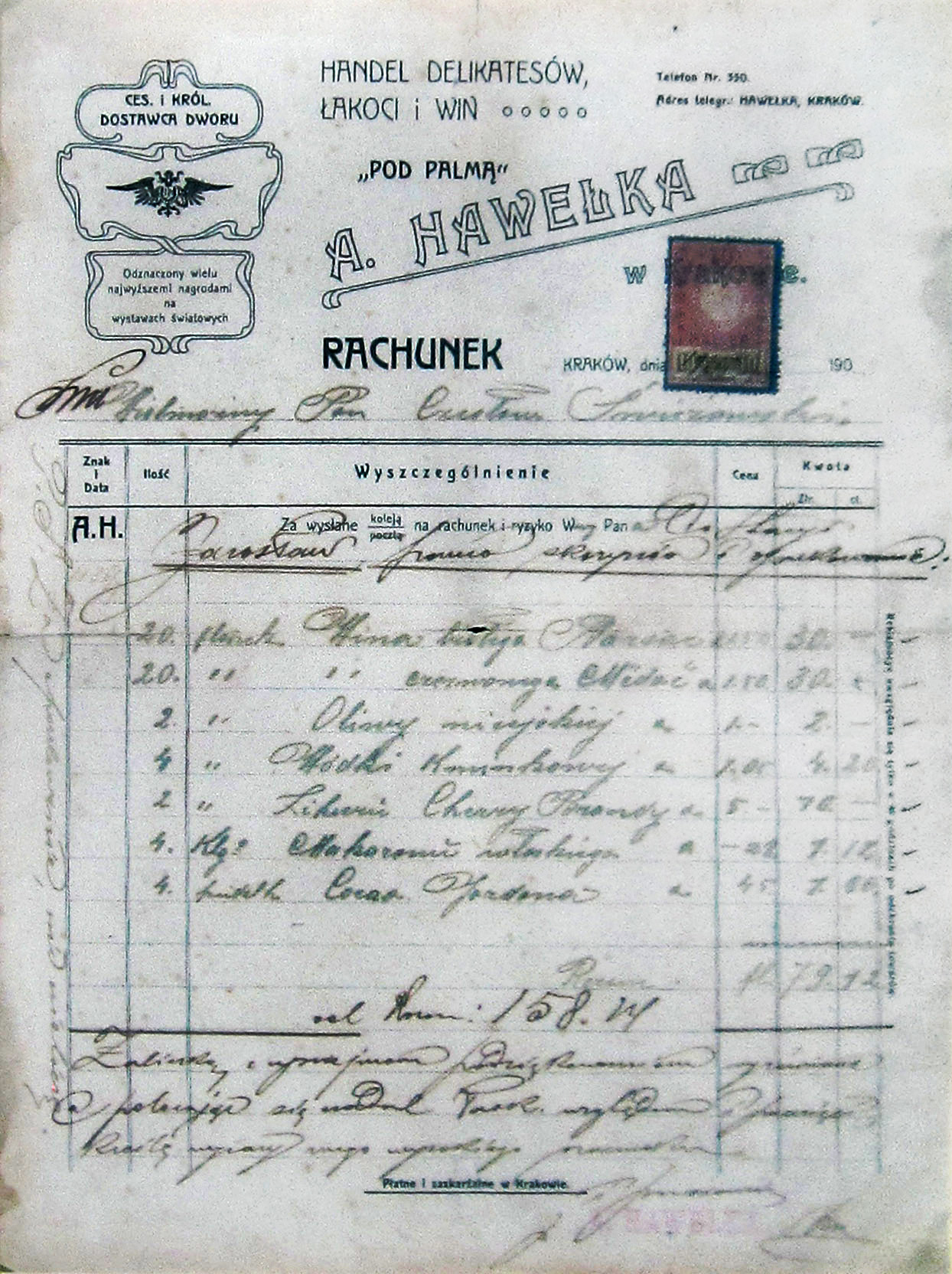
Alte Faktura vor 1910

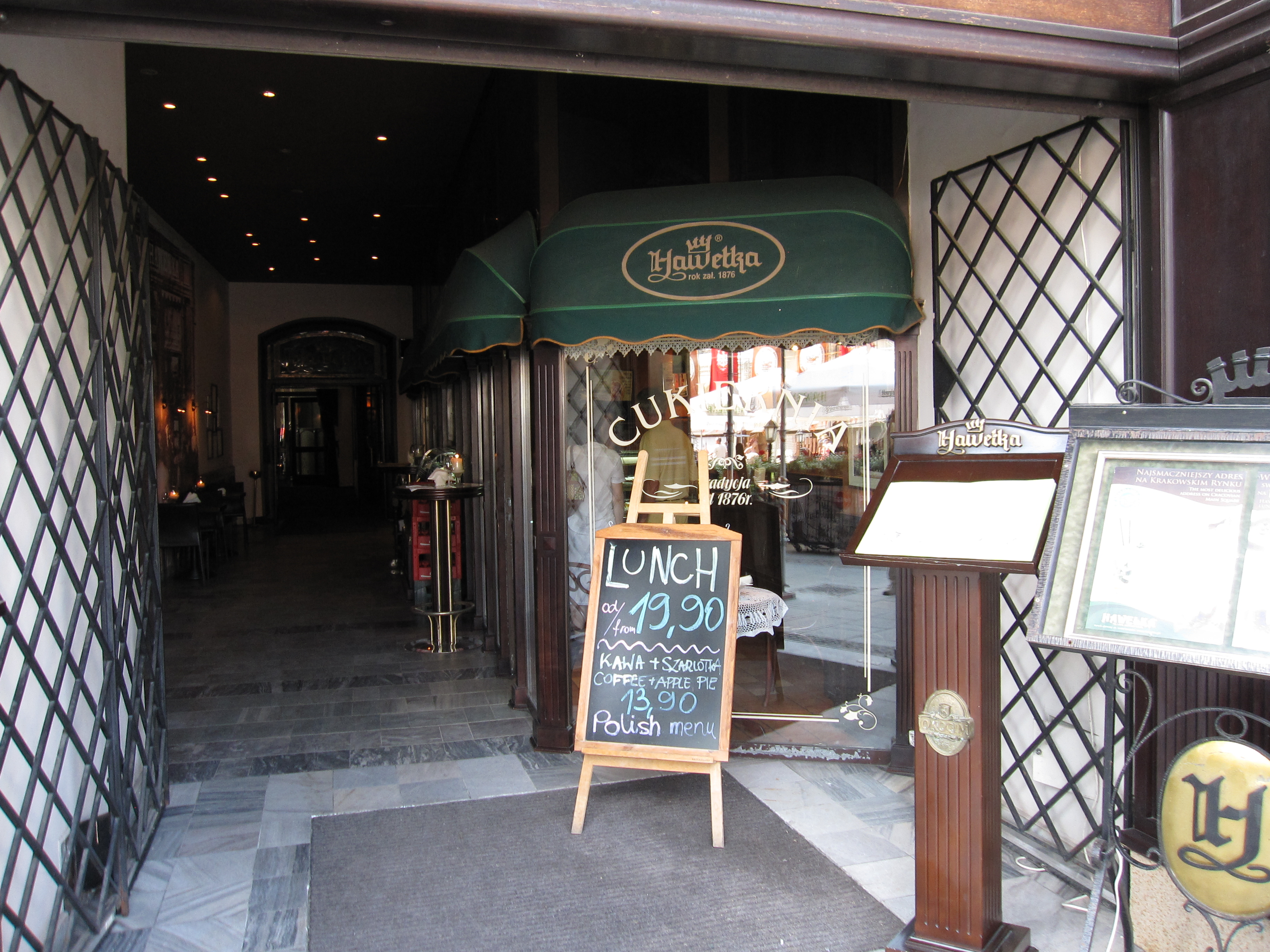
Eingangsbereich zum Hawełka mit Konditorei

Es wurde vom Kaufmann und Gastronomen Anton Hawelka (1840–1894) gegründet. Hawelka betrieb anfänglich ein Kolonialwarengeschäft Pod Palmą (Unter der Palme), das mit der Zeit erfolgreich wurde, und anschließend ein Imbissgeschäft. Zu seinem Erben machte er seinen Handlungsgehilfen Franz Macharski. Er verstarb kinderlos. Macharski kaufte im Jahre 1909 das dem Palais Krzysztofory benachbarte Palais Spiski. Für seine Verdienste wurde er, wie sein Vorgänger, zum k.u.k. Hoflieferanten ernannt.
Im Jahre 1913 siedelte der Neffe von Franz, Leopold Macharski, die Firma an ihren neuen Stammsitz um und eröffnete das Restaurant „Hawełka“. Das Innere wurde elegant ausgestattet und die Küche genoss einen guten Ruf. In kurzer Zeit entwickelte sich das Hawełka zu einem beliebten Treffpunkt der Intellektuellen, der Akademiker der Jagiellonen-Universität und der Bergbauakademie. Es soll im Hawełka gewesen sein, wo nach einer anregenden Diskussion Professor K. Morawski die Aufmerksamkeit des Autors Henryk Sienkiewicz auf die Figur des Petronius leitete, eine der Hauptpersonen des Meisterwerkes Quo vadis. Sienkiewicz soll das Hawełka gerne besucht haben. Eine andere Anekdote erzählt, auf welche Art der Ober dem Nobelpreisträger seine Zigarren servierte: Er legte auf dem Tablett die Zigarre, das Schneidegerät und Streichhölzer hin und sagte für gewöhnlich: „Mein Meister, jetzt mit Feuer und Schwert!“
Im Saal auf der ersten Etage befinden sich Malereien des jungpolnischen Malers Włodzimierz Przerwa-Tetmajer. Der Künstler verband in seinen Werken impressionistische Einflüsse mit volkstümlichen Motiven und der Vorliebe der Secession für Jugendstil-Ornamente. Die Kassettendecke ist mit geometrischen Pflanzenornamenten ausgestaltet und der Fries stellt die Geschichte des Pan Twardowski dar. In den Jahren 1935–1939 wurden im sogenannten Tetmajer-Saal satirische Marionettenspiele aufgeführt, die sich großer Beliebtheit erfreuten. Zwei Autorenpaare waren für die Spiele zuständig: zuerst waren es Magdalena Samozwaniec und Artur Maria Swinarski, später Irena Szczepańska und Zbigniew Grotowski.
Das Hawełka überstand den Zweiten Weltkrieg, wurde jedoch nach dem Krieg von den Kommunisten enteignet. In den Jahren 1945 bis 1950 befand es sich unter der Leitung der Verarbeitungs- und Handelsgenossenschaft „Przełom“ (Spółdzielnia Przetwórczo-Handlowa „Przełom“). Bis 1991 wurde das Restaurant durch die Krakauer Gastronomischen Werke (Krakowskie Zakłady Gastronomiczne) betrieben. Seit 1991 werden die beiden Restaurants durch die Gesellschaft „Hawełka“ betrieben. Unter der Leitung der Denkmalpflege wurden die Räumlichkeiten restauriert, unter anderem die von Tetmajer geschaffenen Decken und Glasfenster. Die Wände bekamen den ursprünglichen Farbton von vor 1912 zurück. 2002 wurden der Eingangsbereich umgestaltet und eine Konditorei eingerichtet. Die Hawełka-Gruppe expandierte weiter und zwei weitere Gaststätten wurden an der Sławkowska-Straße eröffnet: das „Pierogarnia“ (Teigtaschenhaus) und das Restaurant „Szlacheckie Jadło“. Im Mai 2003 wurde das „Pan Tadeusz“ eröffnet.
Während seiner letzten Wallfahrt nach Polen wurden Papst Johannes Paul II. Speisen des Hawełkas serviert. Außerdem ist es für das Catering der Business Class der Fluglinie LOT zuständig.

## Weiteres
Der gute Ruf des Hauses war nicht nur auf Krakau beschränkt. Leopold Hawelka, der Gründer des legendären Café Hawelka in Wien, soll ein Verwandter von Anton Hawelka gewesen sein.
Ein ehemaliger Handlungsgehilfe namens Klimek wanderte um 1900 von Krakau nach Warschau aus. Dort eröffnete er seine eigene Gaststätte „Waldschlösschen“ mit Rezepten, die er beim Hawelka gelernt hatte. Mit dem wachsenden Erfolg konnte er andere Handlungsgehilfen und Spezialisten für Brötchen einstellen. Unter ihnen waren die Brüder Szuberl. Der ältere von ihnen gründete an der Ecke der Bracka-Straße und der Aleje Jerozolimskie die „Cristal“-Bar, in der belegte Brötchen nach Hawełka-Rezepten angeboten werden.
Auch im polnischen Parlament, dem Sejm, werden seit 1997 im Restaurant Hawełka-Wiejska Speisen des Hauses serviert. In dem Gebäude, wo die Warschauer Wertpapierbörse untergebracht ist, wurden die Lobby Bar und das Hawełka-Trezor eröffnet.